# Klubi Sportiv Skënderbeu 2009-2010

## Rosa
| N. |                                 | Ruolo | Calciatore        |
| -- | ------------------------------- | ----- | ----------------- |
| 3  | Bosnia ed Erzegovina (bandiera) | D     | Vladimir Marković |
| 10 | Albania (bandiera)              | C     | Bledi Shkëmbi     |
| 12 | Albania (bandiera)              | P     | Erjon Llapanji    |
| 29 | Albania (bandiera)              | C     | Elton Doku        |
|    | Macedonia del Nord (bandiera)   | P     | Dejan Kosturanov  |
|    | Croazia (bandiera)              | P     | Marjan Tomasić    |
|    | Albania (bandiera)              | D     | Edi Çajku         |
|    | Albania (bandiera)              | D     | Arbër Aliu        |
|    | Albania (bandiera)              | D     | Elvis Balla       |
|    | Albania (bandiera)              | D     | Stavrion Lako     |
|    | Croazia (bandiera)              | D     | Matko Djarmati    |
|    | Albania (bandiera)              | D     | Ervis Kraja       |
|    | Albania (bandiera)              | D     | Elton Lika        |
|    | Albania (bandiera)              | D     | Robert Grizha     |
|    | Macedonia del Nord (bandiera)   | D     | Dejan Leskaroski  |
|    | Albania (bandiera)              | C     | Jorgo Çipi        |
|    | Albania (bandiera)              | C     | Erstel Vieros     |
|    | Albania (bandiera)              | C     | Vasjan Ballço     |
|    | Albania (bandiera)              | C     | Rigers Çeka       |

| N. |                    | Ruolo | Calciatore       |
| -- | ------------------ | ----- | ---------------- |
|    | Albania (bandiera) | C     | Florenc Muça     |
|    | Albania (bandiera) | C     | Fidel Kreka      |
|    | Albania (bandiera) | C     | Erion Islami     |
|    | Albania (bandiera) | C     | Gregi Çela       |
|    | Albania (bandiera) | C     | Arvist Gjata     |
|    | Croazia (bandiera) | C     | Antonio Rukavina |
|    | Albania (bandiera) | C     | Emilian Memelli  |
|    | Serbia (bandiera)  | C     | Marko Nestorović |
|    | Albania (bandiera) | C     | Erlis Frashëri   |
|    | Albania (bandiera) | C     | Genti Gjondedaj  |
|    | Albania (bandiera) | C     | Arlind Xaka      |
|    | Albania (bandiera) | C     | Klodian Asllani  |
|    | Albania (bandiera) | C     | Klevis Rroshi    |
|    | Albania (bandiera) | C     | Lejdi Liçaj      |
|    | Albania (bandiera) | A     | Igli Kokona      |
|    | Albania (bandiera) | A     | Aldo Mitraj      |
|    | Albania (bandiera) | A     | Enco Malindi     |
|    | Croazia (bandiera) | A     | Miliam Guerrib   |
|    | Albania (bandiera) | A     | Besian Çeliku    |